# Urariopsis brevissima
Urariopsis brevissima är en ärtväxtart som beskrevs av Y.C.Yang och Pu Hwa Huang. Urariopsis brevissima ingår i släktet Urariopsis och familjen ärtväxter. Inga underarter finns listade i Catalogue of Life.